# Seiçal
Seiçal (Seical, Seisal, Ceisal, Seixal) ist ein osttimoresischer Suco im Verwaltungsamt Baucau (Gemeinde Baucau).

## Geographie

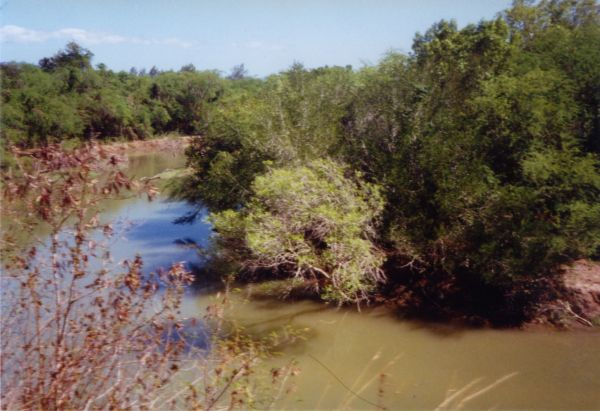
Der Flusses Seiçal nahe seiner Mündung

Der Suco liegt im Osten des Verwaltungsamts Baucau, an der Küste der Straße von Wetar. Westlich liegen die Sucos Buruma und Buibau und südwestlich der Suco Samalari. Im Nordosten grenzt Seiçal an das Verwaltungsamt Laga mit seinem Suco Tequinaumata und im Osten an die Verwaltungsämter Quelicai mit dem Sucos Macalaco und Quelicai Antigo mit dem Suco Abafala. Der Flusses Seiçal ist einer der wenigen Flüsse im Norden Timors, der ganzjährig Wasser führt, da er aus dem Süden der Insel gespeist wird. In ihn mündet im Süden des Sucos der Leulolo. Die Grenze zu Tequinaumata und Guruça bildet der Fluss Borauai.
Vor der Gebietsreform 2015 hatte Seiçal eine Fläche von 51,65 km². Nun sind es 47,64 km². Kleine Gebiete an der Grenze gingen an die Nachbarsucos Buruma und Samalari, dafür kam ein Stück von Buibau an Seiçal.
Der Ort Seiçal liegt im Norden des Sucos, an der Mündung des Flusses Seiçal in die Straße von Wetar, auf einer Meereshöhe von 7 m. Hier befindet sich die Grundschule des Sucos, die Escola Primaria Seiçal und eine medizinische Station.
Quer durch den Norden führt die nördliche Küstenstraße vom Ort Baucau nach Com, eine der wichtigsten Verkehrswege des Landes. An ihr liegen die Orte Seiçal (mit seinen Vororten Lacoda und Baboro), Seiçal Baru (Seisal Baru), Aldeia Nova, Umarama und Gamana. An der Küste liegt im Westen das Dorf Binagua. Nah dem Fluss Seiçal liegen die Dörfer Umaquerek (Umakerek), Loiborouai (Lauiboronai) und Muassufa. Im Süden des Sucos befinden sich die Ortschaften Leuque Racabu, Festau (Festou) und am Fluss Borauai Ague (Age).
Im Suco befinden sich die fünf Aldeias Ague, Hene-Uabubo, Lacoda, Loiborouai und Umaquerek.

## Bevölkerung
In Seiçal leben 2.034 Einwohner (2022), davon sind 1.034 Männer und 1.000 Frauen. Im Suco gibt es 399 Haushalte. Über 95 % der Einwohner geben Makasae als ihre Muttersprache an. Die restliche Bevölkerung spricht Tetum Prasa.

## Geschichte

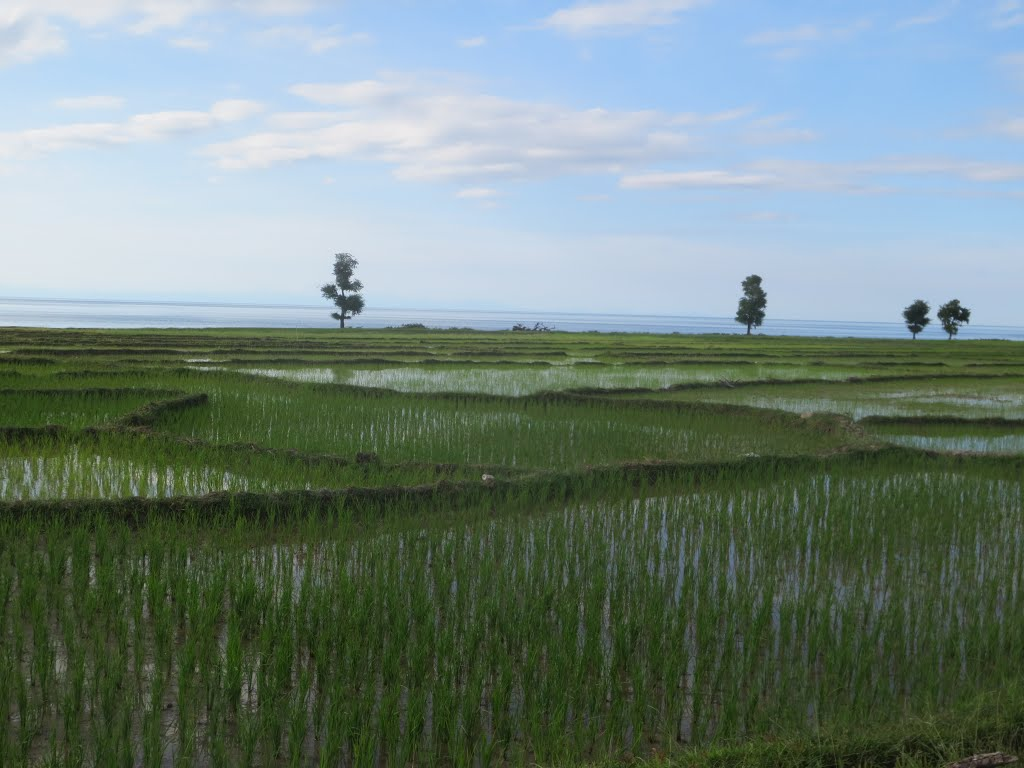
Reisfelder östlich des Flusses Seiçal

In Seiçal gab es Ende 1979 ein indonesisches Lager für Osttimoresen, die zur besseren Kontrolle von den Besatzern umgesiedelt werden sollten.
Am 29. Mai 1997 fanden Wahlen statt, bei denen Vertreter Osttimors für das indonesische Parlament gewählt werden sollten. Im Umfeld kam es landesweit zu mehreren Attacken auf die indonesische Besatzungsmacht und ihre Unterstützer. In Seiçal fand die Abstimmung mit einem Tag Verspätung am 30. Mai statt, weil das Wahllokal von Unbekannten angegriffen worden war. Dabei wurde Abinau Salay, ein Wahlhelfer und Mitglied einer Wanra mit einer Machete verletzt. In Folge wurden zehn Personen verhaftet.
Im Juni 2013 wurden mehrere Hundert Häuser durch Überschwemmungen zerstört.

## Politik
Bei den Wahlen von 2004/2005 wurde Luís Correia zum Chefe de Suco gewählt. Bei den Wahlen 2009 gewann José Inacio Correia und 2016 Agos Ferdinan de Carvalho. Carvalho wurde 2023 in seinem Amt bestätigt.
2023 wurden zum Chefe de Aldeias gewählt: Silveiro Cosme Correia (Ague), Duarte Manuel Correia (Hene-Uabubo), Candido Gusmão Correia (Lacoda), Domingos Ornai Correia (Loiborouai) und Raul da Conceição (Umaquerek).

## Wirtschaft

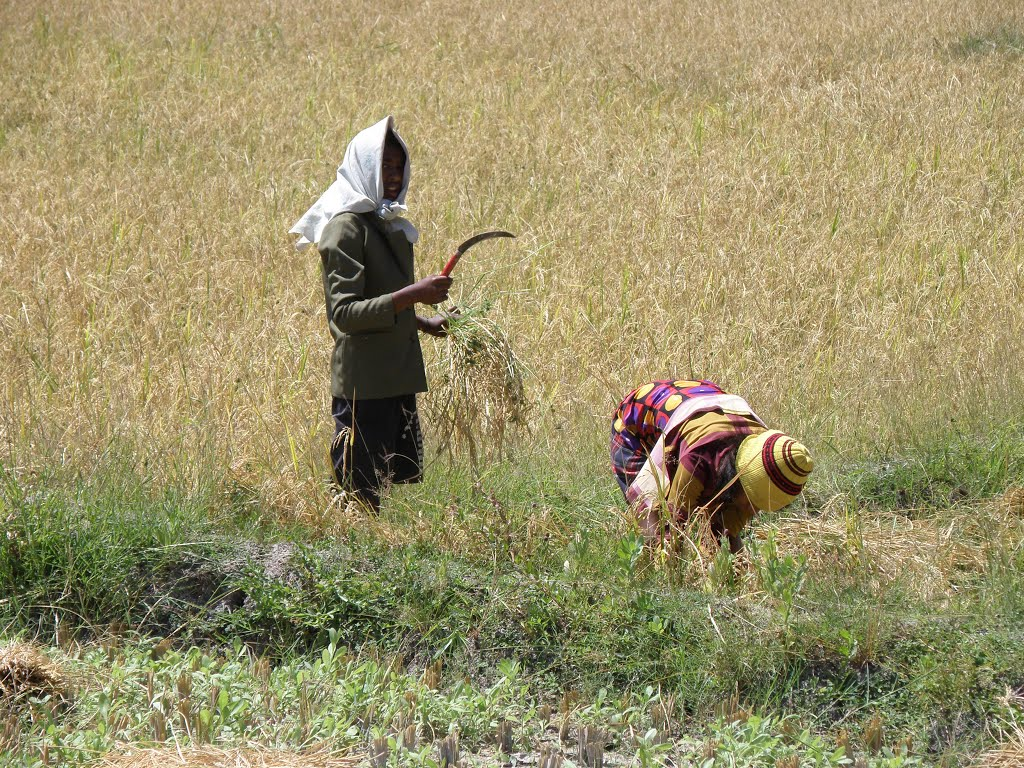
Reisernte in Seiçal

Seiçal ist eines der Hauptanbaugebiete von Reis im Verwaltungsamt Baucau. 31,5 % der Haushalte bauen ihn an.